# Autumn Born
Autumn Born è un film del 1979 diretto da Lloyd Simandl.
Si tratta di un film a basso costo girato nei pressi di Winnipeg.
È il primo film in cui appare come protagonista la Playmate canadese Dorothy Stratten.

## Trama
Tara Dawson, orfana ricchissima e viziata, sperpera i soldi di famiglia in costosi vestiti e divertimenti.
Lo zio e capo dell'impresa di famiglia la fa rapire e rinchiudere in una scuola di "disciplina" per annullare la volontà della ragazza, e costringerla a dargli tutta la sua parte di eredità.